# Educación basada en resultados
La educación basada en resultados (OBE, por sus siglas en inglés) es un modelo educativo que tiene como propósito establecer las estrategias y actividades que el estudiante debe desarrollar y el docente debe facilitar para alcanzar un desarrollo integral en los estudiantes. Aquí, el docente debe priorizar el brindar el espacio académico propicio para que sea el propio estudiante quien desarrolle su competencia y capacidades a su propio ritmo; pero, siempre teniendo como meta el lograr el resultado esperado.
La educación basada en resultados, en inglés Outcome-based education, define desde el inicio del proceso de aprendizaje, cuáles son los resultados que se deben alcanzar al final del proceso de aprendizaje. Es por ello que, al momento de planificar el currículo a desarrollar dentro de la formación se asume que los estudiantes deben poseer las capacidades iniciales necesarias para lograr el objetivo. Así pues, se deben tener claros los resultados que se quieren alcanzar desde el inicio  y el docente debe actuar como facilitador del aprendizaje para que cada estudiante de forma autónoma alcance los resultados previamente definidos.
Si bien la educación basada en resultados data de mediados de 1950, su aplicación y su uso aún siguen en plena vigencia. En ese contexto y a lo largo de los años muchos autores no han podido establecer correctamente sus diferencias con respecto al aprendizaje basado en competencias. Sin embargo, Declan Kennedy, Áine Hyland, Norma Ryan nos aclaran este panorama estableciendo que si bien comparten algunas semejanzas, la esencia de ambas se basan en diferentes principios que en los siguientes párrafos se pasarán a detallar.

## Objetivos
El principal propósito de la educación basada en resultados es definir estrategias y actividades, que el docente debe guiar y el estudiante desarrollar, para lograr una formación integral centrada no solo en los conocimientos, sino también en las capacidades, habilidades, destrezas y valores que el estudiante debe poseer; en definitiva, busca mejorar la predisposición y las habilidades naturales del estudiante para adquirir nuevo conocimiento, mediante actividades que permitan desarrollar sus diferentes capacidades cognitivas, motoras y emocionales. Estas capacidades le permitirán no solo estar preparado para un empleo, sino ser un generador de fuentes de empleo; además de convertirlo en un agente de cambio y de mejoramiento de la calidad de vida.

## Principios
Los seis principios de la educación basada en resultados son:
- Necesidad: prepara al alumnado para el futuro y lo dota para seguir con su aprendizaje a lo largo de la vida.[4]

- Claridad de enfoque: la acción docente debe estar enfocada en lo que los estudiantes deben ser capaces de conocer, comprender y hacer. Los profesores deben ayudar a los estudiantes a alcanzar los resultados claramente definidos mediante el desarrollo de conocimientos, habilidades y competencias.[5]

- Claridad en la redacción de objetivos de aprendizaje: estos serán escritos en base a una taxonomía seleccionada y de acuerdo con las directrices de Robert Mager del año 1962.[4]

- Diseño descendente: el diseño del plan de estudios debe partir definiendo claramente los resultados de aprendizaje a lograr al concluir el programa. Posteriormente, se decide sobre el proceso de instrucción, garantizando que se logre el resultado final deseado.[4]

- Altas expectativas: los docentes deben establecer estándares de desempeño altos y desafiantes, que alienten a los estudiantes a involucrarse profundamente en lo que están aprendiendo. Los estudiantes tienen la oportunidad de delinear sus procesos de aprendizaje y elegir sus itinerarios de aprendizaje de acuerdo con sus características personales.[5]

- Flexibilidad: los docentes deben esforzarse por brindar múltiples oportunidades a todos los estudiantes. Este principio parte de la idea de que cada alumno aprende de distinta manera y en distinto tiempo. Sin embargo, la mayoría de los estudiantes pueden alcanzar altos estándares si se les brinda oportunidades acordes a sus características personales.[4]

Algunos de los principios descritos de la educación basada en resultados se comparten con otros modelos como el aprendizaje basado en competencias o el aprendizaje para el dominio. En estos tres casos los principios se centran en una formación adaptada a las necesidades del alumnado, un profesorado que ofrece apoyo de calidad en forma de guía y feedback, un estudiantado al que se le ofrece el tiempo necesario para que se complete el aprendizaje, y unos criterios de medición claros. De esta forma estos tres modelos ponen el foco en ayudar al estudiantado a aprender y desarrollar la habilidad objetivo del programa. Sin embargo la principal diferencia del aprendizaje basado en resultados respecto al resto de modelos radica en que éste no sólo pone el foco en la habilidad a desarrollar sino en por qué es importante para el alumnado la adquisición de dicho aprendizaje, primando de esta forma el componente de motivación.

## Antecedentes
Ralph W. Tyler en 1950 trató la necesidad de planificar unos objetivos educativos en la enseñanza, de tal manera que el alumnado identificara cuál era el comportamiento que se le solicitaba, en base a un contexto dado y un contenido. En esa misma década de los cincuenta, Benjamin Bloom dio un paso más allá con su taxonomía, por medio de la cual comparó los objetivos instruccionales con los resultados de aprendizaje. Así los objetivos instruccionales se definen como aquellos objetivos que nos permiten llegar directamente al objeto de aprendizaje y que permitirán a los docentes medir los logros de los estudiantes en una competencia específica. En el año 1962, Robert Mager planteó el cambio de denominación de objetivos “educacionales” a “instruccionales”; así, el alumnado, tras recibir su enseñanza, lograba una serie de objetivos preestablecidos que era capaz de realizar. Un año más tarde, Robert Glaser desarrolló la evaluación en base a criterios establecidos, que se realizaba a partir de pruebas competenciales que daban lugar a resultados específicos.
Por último, Elliot Eisner, a finales de los 70, conceptualizó los objetivos de instrucción recogiendo todas las aportaciones realizadas anteriormente, proponiendo una serie de consideraciones en torno a estos, como puedan ser la utilización de verbos operativos o la descripción del “criterio de desempeño aceptable”, entre otras.

## Marco del sistema basado en resultados

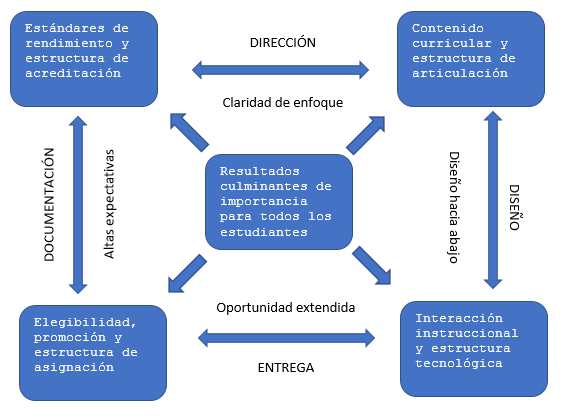
Marco del sistema basado en resultados.

Un sistema educativo tradicional se organiza en dos aspectos: el sistema operativo vinculado a los componentes curriculares y el sistema de soporte o apoyo, que comprende aspectos administrativos, logísticos y de recursos. En un sistema basado en resultados, los resultados culminantes o de salida y sus cuatro principios (claridad de enfoque, diseño hacia abajo, oportunidad extendida y altas expectativas); son los que impulsan todos los otros componentes de los subsistemas operativo y de apoyo. Este sistema está formado por cuatro  estructuras:
- Estándares de rendimiento y estructura de acreditación
- Contenido curricular y estructura de articulación
- Elegibilidad, promoción y estructura de la tarea
- Interacción instruccional y estructura tecnológica

## Componentes del modelo educativo centrado en resultados
El modelo educativo basado en resultados, incluye los siguientes componentes: 
- Componente filosófico: El conocimiento debe ser real y objetivo. Real porque es imprescindible considerar al ser humano de forma integral, como materia, pero también con sentimientos, necesidades, deseos y aspiraciones. Objetivo porque debe permitir educar a la persona para convivir en armonía y propiciar una estabilidad social. Los actores del proceso formativo deben centrar su atención en el contexto, las relaciones interpersonales, con la naturaleza y con el conocimiento; por esto, tanto el proceso de aprendizaje como los resultados evaluables deben ser principalmente cualitativos.[1]
- Componente axiológico: Los valores ocupan un lugar importante en la educación de la persona, por lo tanto, el modelo educativo centrado en resultados aspira a educar a la persona buscando que ponga al ser humano por encima del ser material, que sea capaz de asumir, fortalecer y reproducir valores buscando una sociedad justa, igualitaria, libre y solidaria.[1]
- Componente conceptual: La teoría y los conceptos deben resultar de la observación, investigación, diálogo, debate, comprobación de hechos, pensamiento y reflexión. Deben estar centrados en las relaciones interpersonales, con la naturaleza y el conocimiento. Toda construcción de conocimiento debe culminar con una propuesta para cambiar esa realidad, por lo tanto, los conocimientos deben ser producidos, no memorizados.[1]
- Componente pedagógico: El modelo educativo basado en resultados, pretende lograr un currículo integrador en el que la educación y la formación se articulen de forma sistémica, enfatizando en la persona, la naturaleza y la investigación; basado en un diagnóstico del contexto e integrando de forma real a todos los involucrados directa o indirectamente en el proceso formativo, quienes deben aportar con ideas para la construcción de este currículo integrador, que guíe en la formación integral del educando como un agente de cambio social y mejoramiento de la calidad de vida.[1]
- Componente metodológico: Las características de la actualidad exigen un paradigma integrado, que integre la relación del hombre con la naturaleza. El modelo educativo centrado en resultados, sin descartar ningún método, técnica o instrumento de aprendizaje.[1]

La evaluación está orientada a desarrollar capacidades cognitivas, afectivas y motrices; buscando la generación de conocimiento y la solución a problemas del contexto.

## Metodología
El modelo educativo basado en resultados recurre a diferentes métodos como el deductivo, el inductivo, el crítico reflexivo y el analítico para poner en práctica las estrategias de razonamiento lógico, crítico y reflexivo, haciendo énfasis en el proceso de investigación y la producción de conocimientos. Para su desarrollo hace uso de una serie de herramientas que deben estar al alcance tanto del docente como del alumnado que participa en el proceso de enseñanza aprendizaje; así pues, algunos de los métodos de evaluación  que propone el modelo educativo basado en resultados, permite valorar las cualidades, actitudes, aptitudes del alumno para solventar problemas sociales, naturales y académicos. Elimina de su práctica los test y exámenes escritos por resultar demasiado invasivos para los estudiantes. Una vez realizado el proceso de evaluación, se procede a la retroalimentación del estudiante. Este proceso se debe repetir cada vez que se evalúa algún resultado.
Los resultados del aprendizaje deberían establecer claramente los conocimientos que se espera que los estudiantes aprendan y aquello que se espera que sepan hacer. La EBR/OBE refleja el paso de un modelo en el que se pone énfasis en el proceso, donde lo que prima son los métodos de enseñanza y de aprendizaje a otro en el que se pone el énfasis en la calidad del producto, en las competencias que se espera que hayan adquirido los graduados. En el modelo tradicional, los programas se definen en función de su duración, sus contenidos o los métodos de enseñanza, pero no en función de las habilidades o conocimientos que deben adquirir los estudiantes a lo largo de estos programas.

## Ventajas y desventajas
La educación basada en resultados tiene ventajas y desventajas durante su implementación.

### Ventajas
- Multidisciplinariedad: contempla la participación de diferentes áreas en la planificación e implementación de los planes de estudio para la construcción de los resultados.[10][11]
- Autodirección: el estudiante se hace dueño de las herramientas educativas en el tiempo que él considere debe darse su aprendizaje. Promueve el sentido de responsabilidad para alcanzar el resultado propuesto y da oportunidad al desarrollo de su creatividad para la resolución de los problemas que va encontrando.[10][11][12][13]
- Comunicación: el estudiante interactúa con sus iguales y sus superiores, estableciendo el intercambio de ideas para la resolución colaborativa de problemas.[10]
- Trabajo en equipo: el estudiante interactúa con sus pares en el alcance de los resultados.[10][13]
- Aprendizaje significativo: promueve el descubrimiento, la asimilación y la retención de los contenidos sugeridos. El estudiante es quien da valor a estos contenidos.[14] Los participantes reconocen que el aprendizaje de nuevos conocimientos se da cuando han profundizado y trabajado en ellos de manera razonada y autocrítica.[10]
- Autoevaluación y coevaluación: suscita y facilita el proceso de valoración individual y entre pares, sobre los procesos elaborados y los logros alcanzados mientras se afianza el conocimiento.[10][12]
- Continuidad educativa: los programas de educación superior al elaborarse de manera conjunta entre legisladores, educadores, profesionales del área, empresas, estudiantes, entre otros, pueden lograr la estandarización de los resultados de aprendizaje.[13]
- Claridad: los resultados de aprendizaje bien construidos describen los datos y habilidades necesarios para el logro de lo que se espera alcanzar.[11][12]

### Desventajas
- Complejidad: los planes de acción para alcanzar los resultados de aprendizaje deben ser guías flexibles para la ejecución por parte del estudiante. Se deben aplicar múltiples metodologías que permitan al estudiante explorar diferentes “cómo” para el logro de los resultados.[13]
- Aprendizaje superficial: el aprendizaje es superficial porque el proceso educativo se simplifica a objetivos muy específicos con indicadores de producto y se deja de lado procesos cognitivos, emotivos y éticos propios del ser humano como la creatividad, el ingenio, la intención del conocimiento, habilidades de comunicación verbal y la equidad.[12]
- Educación cerrada: los resultados si se definen antes del proceso enseñanza-aprendizaje, limitan la exploración, característica propia del aprendizaje por descubrimiento e indagación y el desarrollo de los educandos.[11][13]
- Evaluación: requiere una estructura estandarizada, sistemática e intencional de los resultados, alineada a los objetivos y actividades de aprendizaje, para que se obtengan los resultados esperados. La evaluación demanda esfuerzo y tiempo para su elaboración, ejecución y retroalimentación de parte de los profesores.[11][15] Los criterios de evaluación que determinan si un estudiante ha alcanzado los objetivos programados deben ser adecuados a los contenidos a evaluar, eficaces para valorar dichos contenidos, coherentes con la metodología utilizada, conformes con la normativa aplicada, actuales en referencia a la actualidad científica, humanística y tecnológica, realizados a su debido tiempo y aceptados por todos los usuarios.[16]

- Estandarización sin contexto: el enfoque educación basada en resultados no permite el uso de estándares especiales adaptados a estudiantes que han sido vulnerados en su proceso educativo. Se aplican pruebas estandarizadas orientadas a estudiantes favorecidos y a estudiantes en situaciones de desventaja. Se invierten recursos en la estandarización de una educación basada en resultados, mal concebida, que no se adapta al contexto.[11]
- Aumento de la carga laboral: la carga de trabajo en los procesos de calificación aumenta porque los docentes crean sus propios resultados de aprendizaje, rúbricas y planes de trabajo en el modelo de educación basada en resultados.[11]

## Usos
La implementación de este modelo de educación se produce de forma pionera, dentro de las facultades de medicina, de la mano de Ronald M. Harden, en 1999. Su interés en esta metodología radica en el hecho de que desde el inicio del proceso de enseñanza-aprendizaje quedan definidos los conocimientos que se espera el estudiante logre aprender y sepan llevar a cabo a la práctica al momento de proceder a la etapa de evaluación. Los métodos de evaluación también deben tener en cuenta la formación integral y profesional del estudiante de medicina; es decir, el saber ser y el saber hacer.
Otro sector a destacar donde se está implementando este método de enseñanza es el de la computación en la nube. La mayoría de las aplicaciones de soluciones en la nube se basan en módulos y esperan una activación eficaz, por lo que las sesiones de aprendizaje cortas, basadas en resultados, se convierten en una estrategia aplicable a la metodología de desarrollo de software, DevOps; modelo basado en metodologías ágiles que impulsa un desarrollo modular. Por lo tanto, el aprendizaje basado en resultados es más efectivo para el aprendizaje en la nube.
Este método de enseñanza,  no solo se aplica para computación en la nube, sino que se está aplicando a toda la capacitación específica de servicios y productos informáticos desde hace más de 50 años. Desde mediados de los 70's, IBM y otras empresas de computación similares, crearon sus Centros de Capacitación para formar  técnicamente a sus clientes y poder liberarles sus productos. Hoy existen las "Certificaciones" de  empresas como "IBM Training ", "Oracle University Blog", "Cisco Academy" y otras TIC, que se basan en el aprendizaje basado en resultados. Con estas certificaciones, quienes las obtienen, demuestran habilidades específicas para cumplir tareas en las empresas que utilizan estas herramientas TIC. 
Lo que se está haciendo ahora, es aplicar este método, pero reestructurando el camino hacia el objetivo final que tiene actualmente un plan de estudios escolar (básico, secundario o universitario y profesionales). 
En Menon Gangadharan  en: se menciona que la educación basada en resultados es un proceso que implica la reestructuración del plan de estudios,  de las prácticas de evaluación y de la presentación de informes en la educación para reflejar el logro de un aprendizaje y dominio de alto nivel  en lugar de la acumulación de créditos del curso.

## Aplicaciones de la educación basada en resultados

#### Alfarabi College of Medicine - Arabia Saudita
El Alfarabi College of Medicine en Riad, Arabia Saudita, aplica el enfoque educación basada en resultados en su licenciatura de Medicina y Cirugía. Los graduados de medicina alcanzan resultados de aprendizaje específicos a través de la impartición de conocimientos, del desarrollo de habilidades y comportamientos. La implementación del modelo en el Alfarabi Collegue ha progresado al especificar los resultados de aprendizaje en los planes de estudio de todos los cursos.
El plan de estudios enfatiza la adquisición de conocimientos a través de un aprendizaje basado en problemas y un aprendizaje centrado en el alumno. Los estudiantes desarrollan la capacidad para buscar y tratar problemas sociales y de la comunidad dentro del sistema de salud.
Este plan de estudios es revisado de forma externa por el Comité del Centro de Educación Médica y se basa en los estándares globales de la Federación Mundial de Educación Médica para la educación médica básica y de calidad.

#### Las escuelas de Johnson City – Nueva York
El programa Johnson City aplicado en Nueva York se denomina modelo de desarrollo impulsado por resultados y se lanzó a inicios de la década de 1970 por John Champlain. Este programa se describió como un programa de aprendizaje de dominio, porque el término “basado en resultados” no se utilizaba en aquel momento. La principal diferencia entre el aprendizaje de dominio y aprendizaje por resultados, según Al Mamary, es que el aprendizaje por resultados pone mayor énfasis en los estudiantes, mientras que en el aprendizaje por dominio, los docentes asumen la responsabilidad de que los estudiantes aprendan. En el aprendizaje por resultados se espera que los estudiantes conozcan los resultados esperados y asuman la responsabilidad para lograrlos.